# Bommahalli, Chik Ballapur
Bommahalli là một làng thuộc tehsil Chik Ballapur, huyện Kolar, bang Karnataka, Ấn Độ.